# Dobrzyń, tỉnh Zachodniopomorskie
Dobrzyń [ˈdɔbʐɨɲ] (tiếng Đức: Annashof) là một ngôi làng thuộc khu hành chính của Gmina Gryfice, thuộc quận Gryfice, West Pomeranian Voivodeship, ở phía tây bắc Ba Lan. Nó nằm khoảng 10 kilômét (6 mi) phía tây Gryfice và 66 km (41 mi) về phía đông bắc của thủ đô khu vực Szczecin.